# Menominee (reka)
Reka Menominee je reka v severozahodnem Michiganu in severovzhodnem Wisconsinu v ZDA. Dolga je približno 116 mi (187 km),, ki namaka podeželsko gozdnato območje severnega Wisconsina in zgornji polotok Michigan v Michigansko jezero. Celoten tok reke Menominee skupaj s pritokom, reko Brule, tvori del meje med državama.

## Opis
Reka se tvori približno 10 mi (16 km) severozahodno od Iron Mountain, Michigan, ob sotočju rek Brule in Michigamme. Ko Menominee teče proti jugovzhodu, se zlije z reko Pine River (okrožje Florence) in teče mimo Kingsford, Michigan in Niagara, Wisconsin. Nato teče večinoma proti jugu in tvori široke meandre, ki zbirajo reke Sturgeon River (okrožje Dickinson, Michigan), Pemebonwon in Pike. Vliva se v Green Bay (Michigansko jezero) na Michiganskem jezeru s severa med Marinette, Wisconsin in Menominee, Michigan.
Reka Menominee se je vzdolž svojega toka spremenila v vrsto velikih akumulacijskih jezer. Vode v teh rezervoarjih sodijo med najgloblja in najčistejša jezera na tem območju. Številna zemljišča okoli teh voda so namenjena rekreacijski rabi, kar zagotavlja ohranjanje narave in omejuje razvoj obale z vrstami koč in pomolov. Jezera so neokrnjena, z divjimi obalami gozdnih zemljišč.
Ime reke izvira iz izraza v jeziku Ojibwe algonuik|algonkinščine, ki pomeni "divji riž" ali "namesto divjega riža". Za reko so uporabljali isto ime kot za zgodovinsko pleme Menominee, ki je živelo na tem območju in uporabljalo rastlino kot osnovno živilo. Menominee so edino indijansko pleme, ki danes živi v Wisconsinu in katerega izvor je v današnji zvezni državi. Zvezno priznano Indijansko pleme Menominee iz Wisconsina ima rezervat na reki Wolf (pritok reke Fox). Menominee verjamejo, da so bili ustvarjeni ob ustju reke Menominee, ko je iz ustja reke prišel Predni medved in ga je Stvarnik preoblikoval v prvega Menomineeja.
Chippewa so živeli v zgornjem delu rečnega porečja in reko imenovali Me-ne-cane Sepe ali "Reka mnogih majhnih otokov". V delu Jezuitski odnosi so francoski misijonarski duhovniki reko imenovali Rivière de la Folle Avoine ali "Reka divjega ovsa", kar se spet nanaša na divji riž.
Območje, skozi katero teče reka, je bilo prej središče rudarjenja železove rude. Sedimenti reke Menominee so onesnaženi z arzenom pri Marinette v Wisconsinu zaradi industrije. Rudnik Back Forty je predlagani odprti kop zlata in cinka v bližini Stephensona v Michiganu, ki naj bi bil zgrajen 45 metrov od reke.